# Милорад Симић
Милорад Симић (Обади, 5. јун 1946) српски је филолог, лингвиста, лексикограф и информатичар.
Аутор је лингвистичког софтвера и електронских речника који представљају стандард у српској лингвистичкој информатици. Области деловања и интересовања: лексикографија, дијалектологија, нормативистика и примена рачунара у лингвистици.
Гимназију завршио у Сребреници, Вишу педагошку школу у Шапцу, Филолошки факултет и магистарске студије у Београду.
Запослен у Институту за српски језик САНУ од 1972. године. Уредник Речника Српске академије наука и уметности. Оснивач је агенције Србософ, специјализоване за лингвистичку информатику.
Члан Савета мреже „Пројекта Растко“ од 1997.
Добио је марта 2015. године орден Светог деспота Стефана Лазаревића који му је доделила Српска православна црква.

## Софтвер
- РАС, програмски пакет за обраду српског текста на рачунару (коректор, хифенатор и конвертор)
- Српски електронски речник
- Српско-румунски електронски речник